# Col de Jougne
Le col de Jougne est un col situé en France dans le massif du Jura entre Jougne et Les Hôpitaux-Neufs.

## Géographie
Ce col est situé non loin de la frontière entre la France et la Suisse, celle-ci passant à Vallorbe, quelques kilomètres sous le col dans la descente vers la Suisse. Il marque la ligne de partage des eaux entre la mer du Nord et la mer Méditerranée, en reliant les bassins de l'Orbe au sud-sud-est et du Doubs au nord-nord-ouest.